# Shapes Of Happiness
「Shapes Of Happiness」（シェイプス オブ ハピネス）は、日本の歌手、松田聖子が2025年に発表したデジタル・シングル。

## 解説
本曲はデビュー45周年記念日の2025年4月1日に配信リリースされた。
作詞作曲プロデュースを手掛けたのは槇原敬之。楽曲のテーマは「人それぞれの幸せの形」。更に楽曲について槇原は「この曲を歌う聖子さんの声がポジティブなエネルギーとなって、聴く人全てに明るい力を与えることをイメージしながら制作した」と制作意図を明かした。槇原が松田の詞曲を手掛けるのはこれが初めてだが、2018年に松田の曲「櫻の園」のリアレンジを担当している。
松田は楽曲について「この曲は、槇原敬之さんに作詞、作曲、プロデュースをしていただきました。人それぞれの「幸せの形」がテーマの曲で、この曲を歌うと、明日に向かう勇気や希望、そして元気が満ち溢れてきます。私は、この曲が大好きです。」とコメントを寄せた。
ミュージック・ビデオは松田が大好きだというYoshifumi Shiozawaによるイラストが採用された。

## トラックリスト
1. Shapes Of Happiness (4:10)
作詞・作曲・編曲: 槇原敬之